# Lusterko

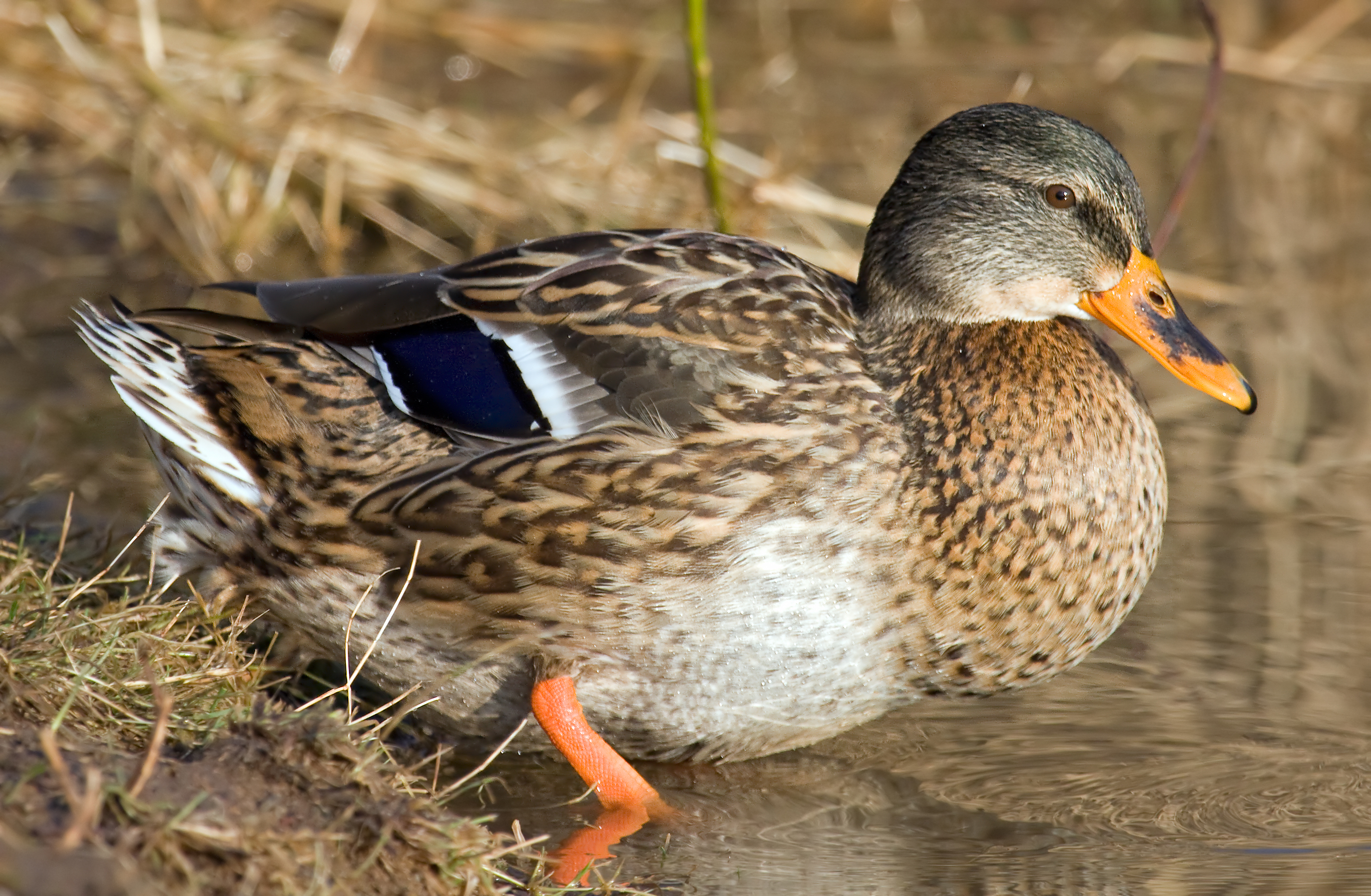
Kaczka krzyżówka – widoczne granatowe, biało obrzeżone lusterko

Lusterko – u ptaków: grupa piór na skrzydle ubarwiona mocno kontrastowo względem otaczających je piór. Może być istotną cechą rozpoznawczą, np. u krakwy. Najczęściej jest niebieskie lub zielone. Nie występuje u mew.